# Agabus solskii
Agabus solskii är en skalbaggsart som beskrevs av Jakovlev 1897. Agabus solskii ingår i släktet Agabus och familjen dykare. Inga underarter finns listade i Catalogue of Life.